# Distrikt San Miguel (San Román)
Der Distrikt San Miguel liegt in der Provinz San Román in der Region Puno im Süden Perus. Der Distrikt wurde am 28. Juli 2016 aus Teilen des Distrikts Juliaca gebildet. Er besitzt eine Fläche von 121 km². Beim Zensus 2017 wurden 65.422 Einwohner gezählt. Sitz der Distriktverwaltung ist das 3842 m hoch gelegene San Miguel, ein nordöstlicher Vorort der Großstadt Juliaca mit 60.850 Einwohnern (Stand 2017).

## Geographische Lage
Der Distrikt San Miguel liegt im Nordosten der Provinz. Er umfasst San Miguel, den nordöstlichen Teil der Agglomeration Juliaca, sowie das gering besiedelte Gebiet jenseits des Río Coata. Er grenzt im Norden an die Provinzen Lampa und Azángaro, im Osten an die Provinz Huancané, im Südosten an den Distrikt Caracoto sowie im Westen an die Stadt und den Distrikt Juliaca.